# Dévay család
A vajai nemes és báró Dévay család egy a XVII. században nemesített magyar család.

## Története
A Dévayak Heves vármegyéből származnak. A nemességet János és felesége Csapó Erzsébet, gyermekeik János és Sára, valamint Pál és felesége Czupó Katalin és Pál nevű fiuk kapta 1663. június 13-án. A nemességet szerző János és Pál a feljegyzések tanúsága szerint 1676-ban Gyöngyösön laktak. Egy későbbi családtag, a Nádasdy-ezred kapitányaként szolgáló János, 1775-ben bizonyította nemességét. A család talán legnevezetesebb tagja az 1735-ben született Pál, aki előbb zászlósként, majd kapitányként vett részt a hétéves háborúban. Gyorsan haladt a katonai ranglétrán felfelé, 1799-ben már altábornagy, ugyanebben az évben a nemesi felkelés Dunáninneni kerületi parancsnoka is volt. 1800. január 5-én érdemei elismeréséül bárói címet kapott, de még abban az évben el is hunyt. Fiúgyermeke nem maradt, így leányával, Máriával (zalabéri Horváth Imrénével) a rövid életű bárói ág ki is halt. A nemesi ágból megemlítendő Pál, aki 1708-ban hevesi alispán és András, aki 1735-ben és 1746-ban is hasonló tisztséget töltött be.

## Címere
Orosz Ernő idézi az 1775-ös nemesi címer leírását:
Nemesi czímer az armalis másolata szerint: Kék pajzsban hármas szikla felett teljes pegazus kardot tart, melynek hegyén babérkoszoru; sisakdisz: növekvőn a pajzsalak; takarók: arany-kék, ezüst-vörös.